# Orchestre de la Garde républicaine
L'orchestre de la Garde républicaine, dont l’origine remonte à 1848, est composé de 120 musiciens professionnels. Il constitue un élément de la Gendarmerie nationale.

## Historique
Ses débuts officiels datent de 1852, lors de la distribution des drapeaux au Champ-de-Mars. C'est un éblouissement pour le général Magnan, gouverneur militaire de Paris, qui félicite publiquement Jean Paulus, son fondateur et premier chef. En 1856, ce dernier obtient la transformation de sa fanfare en musique d'harmonie sous le nom de « Musique de la Garde de Paris ». Celle-ci devient « Musique de la Garde républicaine » en 1871 et entreprend, l'année suivante, le cycle de ses voyages à l'étranger en commençant par une visite aux États-Unis. Le succès est immédiat et l'orchestre retournera aux États-Unis en 1903, 1953, 1975 et 2001. Depuis, de très nombreuses tournées ont affirmé son prestige dans le monde entier (Europe, Canada, Singapour, Japon, Chine…).
En 1993, la « Musique de la Garde républicaine » prend l'appellation d'« Orchestre de la Garde républicaine »,.

## Description

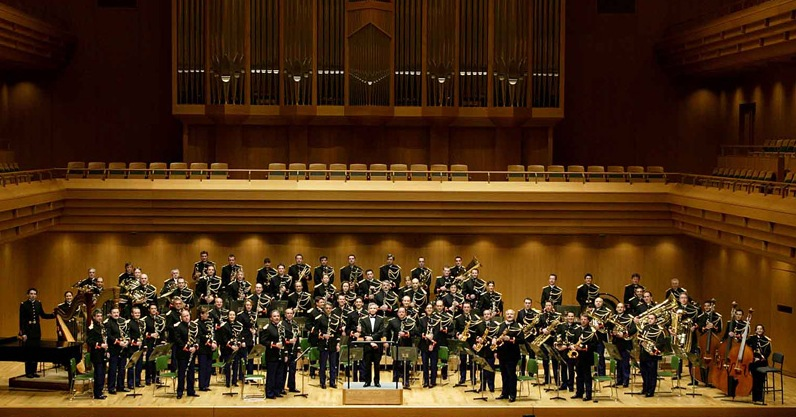
Orchestre de la Garde républicaine

Cette formation se compose de deux grands ensembles : l’Orchestre d’Harmonie (80 musiciens) et l’Orchestre à cordes (40 musiciens), susceptible de se présenter dans des configurations à 24 ou 12 archets, et en quatuor à cordes. Ces deux orchestres se rassemblent à certaines occasions pour former l’Orchestre symphonique. L’orchestre de la Garde républicaine peut ainsi se produire en différentes formations (orchestre d'harmonie, orchestre à cordes, orchestre symphonique, quatuor à cordes), tant pour illustrer des prestations ou protocoles officiels (dîners à l’Élysée, commémorations avec fanfare de cavalerie (ensemble de musique monté), parfois avec le Chœur de l'Armée française, soirées de gala), que pour s’intégrer aux saisons musicales des grandes salles de concerts et des festivals, ou visiter des ensembles d'Orchestre à l'école, sa mission étant également de démocratiser la musique classique populaire traditionnelle.
Son répertoire classique s'étend du XVIIe siècle à nos jours. Durant sa longue existence, l'orchestre a eu l'occasion de jouer de grandes œuvres en étant parfois dirigé par les compositeurs eux-mêmes, à l'instar du Boléro de Maurice Ravel, La Cantate de Camille Saint-Saëns ou L'Ascension d'Olivier Messiaen. Les Dionysiaques du compositeur Florent Schmitt ont été écrites pour cet orchestre.
Le recrutement des musiciens se fait par voie de concours, parmi l'élite des professionnels français issus du Conservatoire national supérieur de musique et de danse de Paris ou du Conservatoire national supérieur de musique et de danse de Lyon.
Depuis septembre 2024, son chef d'orchestre est Bastien Stil, qui succède à François Boulanger.
Sa discographie comprend des marches militaires,,,, mais pas uniquement.